# Годник, Симон Моисеевич
Симон Моисеевич Годник (26 декабря 1929, Курск — 18 августа 2020, Воронеж) — доктор педагогических наук, профессор, действительный член Международной академии наук педагогического образования, Почётный работник высшего профессионального образования РФ.

## Биография

### Ранние годы
Родился в семье служащих. Раннее детство прошло в Курске. В 1941 году в связи с нашествием фашистов семья эвакуировалась в Сибирь (город Кемерово) и возвратилась на родину в 1944 году. Старший брат погиб в Великой Отечественной войне.

### Учёба
В 1952 году окончил факультет иностранных языков Харьковского государственного педагогического института иностранных языков им. Н. К. Крупской (с 1960 года — факультет иностранных языков Харьковского государственного университета им. А. М. Горького).

### Карьера
С 1952 по 1956 год — учитель средней школы. В 1956—1962 годах — заведующий отделом учащейся молодежи, ответственный секретарь Курской областной газеты «Молодая гвардия». В 1956 году стал членом союза журналистов СССР.
В 1962 году был принят в аспирантуру Воронежского государственного университета. После её окончания в 1965 году распределён в ВГУ, где проработал около 40 лет преподавателем, доцентом, профессором, заведующим кафедрой педагогики и психологии. Одновременно ряд лет преподавал курс вузовской педагогики на факультете повышения квалификации преподавателей г. Воронежа. Вёл курсы педагогики для аспирантов воронежских вузов.
В 1970 году организовал и 32 года руководил (с участием доцента А. М. Мелёшиной) Воронежским городским методологическим семинаром по проблемам педагогики высшей школы.
В 1993 году по инициативе С. М. Годника был организован Воронежский филиал Московского открытого социального университета (ныне — академии). С указанного года — проректор, зам. директора филиала по научно-методической работе.

## Научная деятельность
В 1990 г. защитил докторскую диссертацию «Теоретические основы преемственности средней и высшей школы в условиях непрерывного образования».
Научно-профессиональные интересы сосредоточены в сферах методологии педагогики; преемственности непрерывного образования; компетентности учителя/преподавателя вуза в реализации преобразовательной функции педагогической деятельности; субъектного развития личности школьника/студента.
В исследовательской работе сообразовал эвристику закона развития систем с профессионально-педагогическим мышлением, организацией исследовательского процесса и практикой педагогической деятельности.
Разработал:
концепции — двустороннего процесса преемственности между средней и высшей школой; — объектно-субъектного преобразования личности в педагогической деятельности;
методы исследования: реконструкции педагогического опыта; — концептуального структурирования педагогической деятельности.
С. М. Годник — автор свыше 200 научно-методических работ и более 100 газетных статей по педагогической тематике.

## Наиболее значимые публикации
Наиболее значимые публикации: книги и статьи
- Педагогический опыт: метод реконструкции (1987; 1995)
- Процесс преемственности высшей и средней школы (1981)
- Самостоятельная деятельность студентов (соавт. В. С. Листенгартен) (1996, ГРИФ)
- Становление профессиональной компетентности учителя (соавт. Г. А. Козберг) (2004, ГРИФ)
- Методологические проблемы современной педагогики в их практическом преломлении (2006)
- Цикл статей по методологии организации педагогической деятельности:
- Категория инвариантности в исследовании проблем непрерывного образования(1987.);
- Содержание понятия «субъект» в философском и педагогическом значениях (1998);
- Эвристическая функция закона развития систем в изучении педагогической деятельности (2002);
- Характеристика особенностей профессионально-педагогической деятельности с позиции объектно-субъектного преобразования личности (2006);
- Преобразование личности как творческая функция педагогической деятельности (2008); О методе концептуального моделирования вузовского педагогического процесса (на основе объектно-субъектного преобразования личности) (2009).
- На протяжении многих лет С. М. Годник является автором проектов, соавтором и редактором монографических по содержанию коллективных изданий. Из них:
- Страницы современной педагогики (1998, ГРИФ);
- Методологические предпосылки исследования в сфере гуманитарных наук (2001);
- Механизм опосредования в организации самостоятельной деятельности студентов (2003);
- Роль методологических знаний в профессионально-педагогической деятельности (2007);
- Преподаватель вуза как субъект взаимодействия со студенческой аудиторией (2010);
- Приёмы самопрезентации преподавателя в лекционных курсах вуза (2011).

С. М. Годник представлен в «Воронежской историко-культурной энциклопедии» (2006; 2009).